# 735
735（七百三十五、ななひゃくさんじゅうご）は自然数、また整数において、734の次で736の前の数である。

## 性質
- 735は合成数であり、約数は 1, 3, 5, 7, 15, 21, 35, 49, 105, 147, 245, 735 である。
  - 約数の和は1368。
- 172番目のハーシャッド数である。1つ前は732、次は736。
  - 15を基とする8番目のハーシャッド数である。1つ前は690、次は780。
- 735 = 3 × 5 × 72
  - 3つの異なる素因数の積で p2 × q × r の形で表せる53番目の数である。1つ前は732、次は738。(オンライン整数列大辞典の数列 A085987)
  - 33番目のズッカーマン数である。1つ前は672、次は816。
    - 735 ÷ (7 × 3 × 5) = 7
- 各位の和が15になる53番目の数である。1つ前は726、次は744。
- 735 = 36 + 6
  - n = 6 のときの 3n + n の値とみたとき1つ前は248、次は2194。(オンライン整数列大辞典の数列 A104743)
- n = 7 のときの n と 5n を並べてできる数である。1つ前は630、次は840。(オンライン整数列大辞典の数列 A019553)
- 735 = 282 − 49
  - n = 28 のときの n2 − 49 の値とみたとき1つ前は680、次は792。(オンライン整数列大辞典の数列 A098848)

## その他 735 に関連すること
- JR北海道735系電車